# Saulx (Haute-Saône)
Saulx település Franciaországban, Haute-Saône megyében. Lakosainak száma 875 fő (2022. január 1.). Saulx Servigney, Calmoutier, Châteney, Châtenois, Colombier, Colombotte, Creveney, Genevrey, Mailleroncourt-Charette, Montcey és La Villeneuve-Bellenoye-et-la-Maize községekkel határos.

## Népesség
A település népessége az elmúlt években az alábbi módon változott:
| Lakosok száma | 896  | 908  | 930  | 898  | 887  | 888  | 880  | 873  | 875  |
|               | 2013 | 2015 | 2016 | 2017 | 2018 | 2019 | 2020 | 2021 | 2022 |